# 걸어서 세계속으로
《걸어서 세계속으로》는 매주 토요일 오전 9시 40분에 방송되고 있는 시사 교양 프로그램이다.

## 방송 시간
| 방송 채널 | 방송 기간                          | 방송 시간                            |
| --------- | ---------------------------------- | ------------------------------------ |
| KBS 1TV   | 2005년 11월 5일 ~ 2009년 4월 18일  | 토요일 오전 10시 ~ 11시              |
| KBS 1TV   | 2010년 1월 9일 ~ 2010년 5월 8일    | 토요일 오전 10시 ~ 11시              |
| KBS 1TV   | 2009년 4월 25일 ~ 2009년 10월 17일 | 토요일 아침 8시 30분 ~ 오전 9시 30분 |
| KBS 1TV   | 2010년 5월 15일 ~ 2010년 12월 25일 | 토요일 아침 9시 40분 ~ 10시 30분     |
| KBS 1TV   | 2011년 6월 4일 ~                   | 토요일 아침 9시 40분 ~ 10시 30분     |
| KBS 1TV   | 2011년 1월 1일 ~ 2011년 5월 28일   | 토요일 오전 10시 10분 ~ 11시         |

## 내레이션
- 김기현 : 2005년 11월 5일
- 박광정 : 2005년 11월 12일 ~ 2006년 4월 15일
- 김중기[2] : 2006년 4월 22일 ~ 2008년 2월 2일
- 김C : 2008년 2월 16일 ~ 2009년 10월 17일
- 김중기 : 2010년 1월 1일 ~ 2010년 12월 25일
- 정형석 : 2011년 1월 1일 ~ 2011년 5월 28일
- 이상호 : 2011년 6월 4일 ~ 2013년 10월 26일
- 이광용 : 2013년 11월 2일 ~ 2022년 6월 25일
- 진정일 : 2022년 7월 2일 ~ 2024년
- 김진웅 : 2024년 1월 20일 ~

## 제작진
- 책임 프로듀서 : 심하원
- 취재 프로듀서 : 문형렬, 이원식
- 음악 편성 : 없음
- 내레이션 : 김진웅
- 특이 사항 : 여행을 남성 제작진이 간 경우에는 남성 아나운서와 여성 제작진이 간 경우에는 여자 아나운서가 내레이션을 하고 있다.

## 프로그램 종영 논란
KBS 시사교양본부는 2009년 10월 15일 발표한 가을 개편안에서 KBS 1TV에서 방송되고 있는 <걸어서 세계속으로>를 종영한다고 밝혔다. 이와 함께 일요일에 재방송되고 있는 <걸어서 세계속으로>와 월~토요일 KBS 2TV에서 방송되고 있는 <걸어서 세계속으로 스페셜>도 종영된다고 밝혔다. 명목상의 이유는 해외 촬영에 따른 제작비 문제라고 하지만, 명백한 이유는 밝히지 않았다. 이러한 KBS 시사교양본부 측의 결정에 많은 시청자들이 크게 반대하였다. 또한 마지막회에 종영과 관련한 어떠한 내용도 언급되지 않아 시청자들의 항의를 받았다. 이와 관련, <걸어서 세계속으로> 마지막회 연출을 맡은 KBS 시사교양본부의 성준해 PD는 공식 홈페이지에 직접 글을 올려 종영에 따른 안타까움과 시청자들에 대한 감사의 글을 올린 바 있다.
| “ | 일말의 책임이 있다고 생각이 되어 답글을 올립니다. 그 동안 프로그램을 아껴주신 시청자들에 대한 감사가 없어서 그렇게 평소와 같은 매듭을 한 것은 결코 아님을 이해해 주십시오. <걸어서 세계속으로>는 시청자들의 힘으로 지금까지 방송을 할 수 있었다고 해도 과언은 아닙니다. 제작진도 시청자들에 대한 그런 송구함 때문에 이번 개편에서는 종영이라는 결정이 내려졌지만 언제라도 시청자들이 원한다면 방송을 다시 해야 한다는 소박한 희망으로 마지막 인사는 잠시 유보했다고 말씀드리고 싶습니다. 다시 한번 프로그램을 사랑해주신 시청자 여러분들께 머리 숙여 감사의 인사를 드립니다. | ” |
|   | — KBS <걸어서 세계속으로> 시청자 게시판, 성준해 (KBS 시사교양본부 PD) |   |

2009년 10월 17일, 가을 개편을 맞아 187회 충칭 편을 끝으로 프로그램이 종영되자 많은 시청자들이 아쉬워하며 종영 반대 서명을 하기도 했다. 그리고 같은 해 11월 24일에 새롭게 취임한 김인규 사장이 <걸어서 세계속으로>의 부활을 언급했다. 한 달 후, KBS 시사교양본부는 시청자들의 의견을 받아들여 2009년 12월 22일 발표한 2010년 KBS 신년 개편(부분 조정)에서 <걸어서 세계속으로>의 부활을 공식화했다. 2010년 1월 9일 오전 10시에 2기 1회가 방송되면서 방영을 재개했고, 현재까지 방영 중이다.

## 편성 변경

### 2024년
- 12월 7일 : 윤석열 대통령 탄핵 관련 《뉴스특보》로 인해 방송이 1주일 뒤로 긴급 연기되었다.

### 2025년
- 3월 1일 : 3·1절 경축식 중계방송으로 인해 스페셜 편성으로 대체되었다.
- 3월 29일 : 재난특집 《화마가 삼킨 불》 편성으로 인해 방송이 1주일 뒤로 긴급 연기되었다.
- 6월 28일 : 《KBS 뉴스특보》 방송으로 인해 10시 7분부터 10시 54분까지 방송되었다.

## 출판
- 트래블 홀릭 동아시아(KBS 1TV 걸어서 세계속으로 제작팀) ISBN 9788970905792
- 트래블 홀릭 남유럽(KBS 1TV 걸어서 세계속으로 제작팀) ISBN 9788970905785
- KBS 1TV 걸어서 세계속으로: 중국 편(세계 탐험 역사 상식 만화 1) 오영석 저, 유희석 삽화 ISBN 9788992693738
- KBS 1TV 걸어서 세계속으로: 일본 편(세계 탐험 역사 상식 만화 2) 오영석 저, 유희석 삽화 ISBN 9788992693745
- 절대여행사전(KBS 1TV 걸어서 세계속으로 제작팀) ISBN 9788993928006

## 같이 보기
- 세상은 넓다
- 영상앨범 산
- 트레킹노트 세상을 걷다
- 좌충우돌 만국유람기
- 뭉쳐야 뜬다
- 어서와~ 한국은 처음이지?
- 개밥 주는 남자 - 개묘한 여행